# Карт (Ингушетия)
Карт (ингуш. Кхоарт) — село в Джейрахском районе Ингушетии. Входит в сельское поселение Гули. Родовое село ингушского тейпа Картой.

## География
Расположено на юге Республики Ингушетия, на берегу реки Тетрицкали, в 12 километрах на северо-восток (по прямой) от Гули, административного центра поселения. Ближайшие населенные пункты: Дошалкхе, Кели, Лейми, Озиг.

### Часовой пояс
Село Карт, как и вся Республика Ингушетия, находится в часовой зоне МСК (московское время). Смещение применяемого времени относительно UTC составляет +3:00.

## Население
| 2010 |
| ---- |
| 0    |

## Инфраструктура
Отсутствует.

## Достопримечательности
Башня Картоевых.